# دیوید ولف (ورزشکار)
دیوید ولف (انگلیسی: David Wolf؛ زادهٔ ۱۵ سپتامبر ۱۹۸۹) بازیکن هاکی روی یخ اهل آلمان است.